# 無限迴圈
『ループ&ループ（無限迴圈）』是ASIAN KUNG-FU GENERATION的第4張單曲。

## 解説
是在AKG的單曲中，唯一沒有「B面曲」的作品，這張收錄了兩首Live錄音。雖然當初以CCCD形式發行，但現在已經變成了絕版。

## 收錄曲
1. （中:無限迴圈 英:Loop&Loop）
  - 鈴木股份有限公司『チョイノリ』・CM 讀賣電視台『駄目ナリ！』片尾曲
  - 後來，被INDUSTRIAL SALT改編成英語版，歌名是「Loop&Loop～Under The Thunder～」
2. Live（Entrance） 
  - 首次巡迴演唱「five nano seconds」的最後一天，2004年2月25日於Zepp Tokyo舉行的Live錄音。歌詞也修改了一部份。
3. 羅針盤 Live（指南針） 
  - 首次巡迴演唱「five nano seconds」的最後一天，2004年2月25日於Zepp Tokyo舉行的Live録音。